# بوریج، ویکتوریا
بوریج (به انگلیسی: Beveridge) یک شهرک در استرالیا است که در ویکتوریا (استرالیا) واقع شده‌است.